# Freden i Bukarest (1913)
 For alternative betydninger, se Freden i Bukarest. (Se også artikler, som begynder med Freden i Bukarest)
Freden i Bukarest i 1913 var den fredstraktat, som afsluttede den anden Balkankrig og som blev indgået i den rumænske hovedstad Bukarest (București) den 10. august 1913. Traktaten blev sluttet mellem Bulgarien på den ene side, og Rumænien, Serbien, Grækenland og Montenegro på den anden.

## Baggrund
Den anden Balkankrig blev startet af Bulgarien, da landet var utilfreds med fordelingen af de tidligere osmanniske områder i Europa efter den første Balkankrig.
Bulgarien led nederlag i den kortvarige krig, og traktaten medførte en del territoriale forandringer, hvor Bulgarien måtte afstå de områder, som landet havde vundet i den første Balkankrig.

## Indhold
Aftalen var særlig gunstig for Grækenland, da østgrænsen på land blev trukket øst over forbi Kavala, og at Epirus, det sydlige Makedonien, Kreta og de ægæiske øer blev indlemmede i landet, og landet havde med dette omkring 90 % af sit senere territorium, og landets befolkning voksete fra 2,6 til 4,7 millioner indbyggere
Det blev imidlertid en kortvarig aftale, da 1. verdenskrig brød ud allerede den følgende sommer.